# Histoire de la ville de Québec
Cet article concerne uniquement l'histoire de la ville de Québec. Pour l'article principal sur la ville elle-même, voir Québec (ville).
L'histoire de Québec est celle de la ville la plus ancienne du Canada. Située à la confluence du fleuve Saint-Laurent et de la rivière Saint-Charles, elle est fréquentée par les Premières Nations bien avant l’arrivée des colonisateurs européens. Elle a déjà été la capitale canadienne avant de devenir celle de la province de Québec. Elle est connue pour sa topographie particulière avec le cap Diamant qui surplombe la basse-ville. Ville d’histoire, son patrimoine est classé et protégé par différents paliers de gouvernement et organismes internationaux.

## Fondation et lesXVIIeetXVIIIesiècles

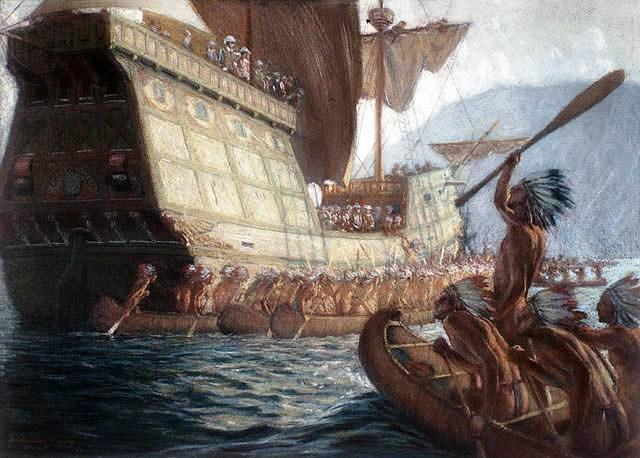
L'arrivée de Samuel de Champlain à Québec selon George Agnew Reid, 1909.

À l'aube du XVIIe siècle, le site actuel de la ville de Québec n'était alors plus visité que par des nomades algonquins qui lui donnent son nom, Québec signifiant «l'endroit où la rivière se rétrécit». Le lieu est propice à l'établissement d'une colonie permanente. Comme Samuel de Champlain le dit dans ses Voyages en 1613:
«De l’isle d’Orléans jusques a Quebecq y a une lieue, j’y arrivay le 3 Juillet: où estant, je cherchay lieu propre pour nostre habitation, mais je n’en peu trouver de plus commode, ny mieux situé que la pointe de Quebec, ainsi appelé des sauvages, laquelle estoit remplie de noyers. Aussitost j’emploiay une partie de nos ouvriers à les abatre pour faire nostre habitation.»

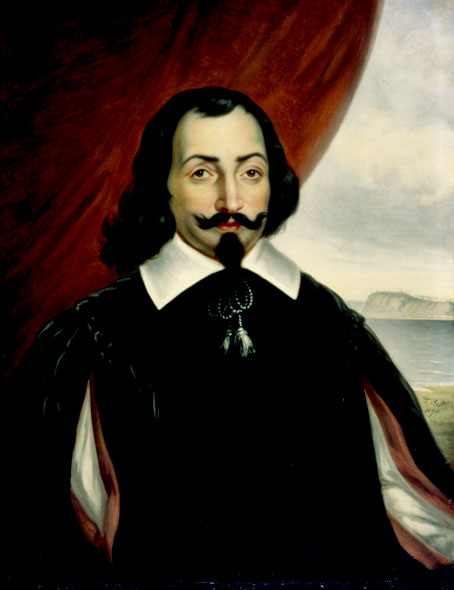
Portrait non authentique de Samuel de Champlain par Théophile Hamel (1870).

La ville de Québec a été fondée par Samuel de Champlain le 3 juillet 1608, sous l'aile de Pierre Du Gua de Monts, sur un site situé à proximité d'un ancien village iroquoien appelé Stadaconé où les habitants cultivaient le maïs et profitaient des ressources maritimes du secteur. Il s'agit du berceau de la francophonie en Amérique du Nord et se développera autour de la place Royale.

Le choix de Québec n’est pas anodin. Champlain y voit le potentiel pour le commerce des fourrures, mais aussi pour l’agriculture. De plus, la topographie du terrain représente un avantage défensif non négligeable. Les premiers temps à Québec sont difficiles. Lors de l’hivernement de 1608, près d’une trentaine d’hommes meurent alors que ceux qui restent sont victimes du scorbut.

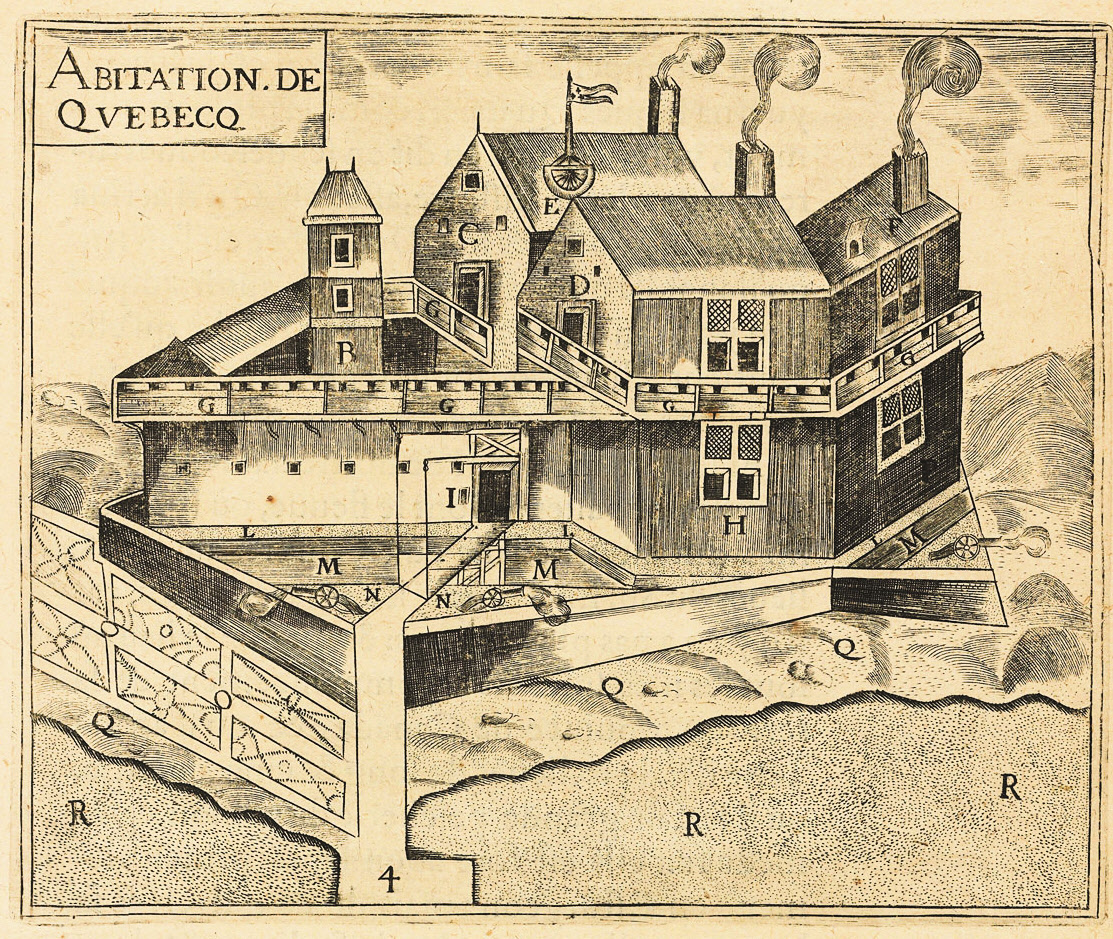
Habitation de Québec, 1608, par Samuel de Champlain

Tranquillement, on s’enracine. On construit l’Habitation en 1608 et la colonisation permanente débute non sans difficulté, l’hiver canadien en rebutant plusieurs. Les Récollets traversent l’océan Atlantique en 1615 avec comme mission d’évangéliser les populations autochtones locales. Deux ans plus tard, en 1627, c’est au tour de Louis Hébert, de Marie Rollet et de leurs trois enfants d’émigrer au Canada et de s’installer à Québec. La famille obtiendra l’une des premières terres en seigneurie et fief de la région. Cette terre, située en haute-ville, témoigne du passé foncièrement agricole de ce secteur. Effectivement, les entrepôts, les quais, les boutiques et les magasins rythmeront le paysage de la basse-ville au bord du fleuve Saint-Laurent et de la rivière Saint-Charles.

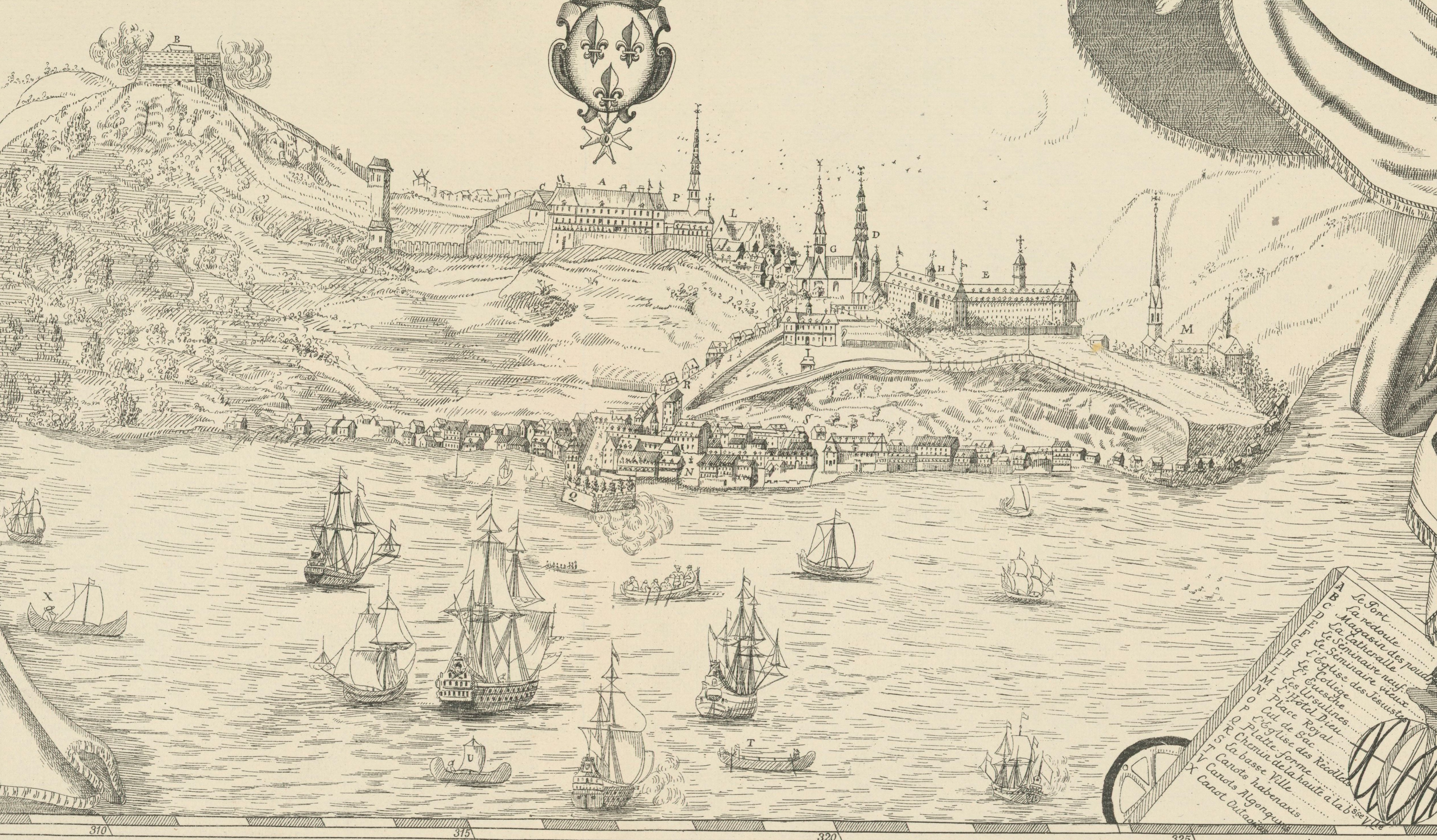
Vue de Québec en 1699.

La colonisation française est stoppée en 1629 alors que les frères Thomas et Lewis Kirke prennent Québec, mais reprendra dès 1632, lorsque la colonie est rétrocédée à la France, avec davantage de vigueur et de constance. Au milieu des années 1630. Au cours des XVIIe et XVIIIe siècles, la population augmente. En 1663, elle est de quelque 550 habitants qui demeurent dans environ 70 maisons. Dans l’arrière-pays, on compte 1400 personnes qui occupent des fonctions essentiellement agricoles, même si elles fréquentent Québec. À la fin du Régime français, on compte 8000 personnes à Québec. C’est au gouverneur Charles Huault de Montmagny que l’on doit l’aménagement urbanistique de la haute-ville qui deviendra un pôle administratif, religieux et militaire fort. Quant à la basse-ville, elle est connue pour ses activités liées au commerce et au monde ouvrier. Les premières voies routières sont tracées et ouvertes, Québec passe de la colonie comptoir à la ville organisée.

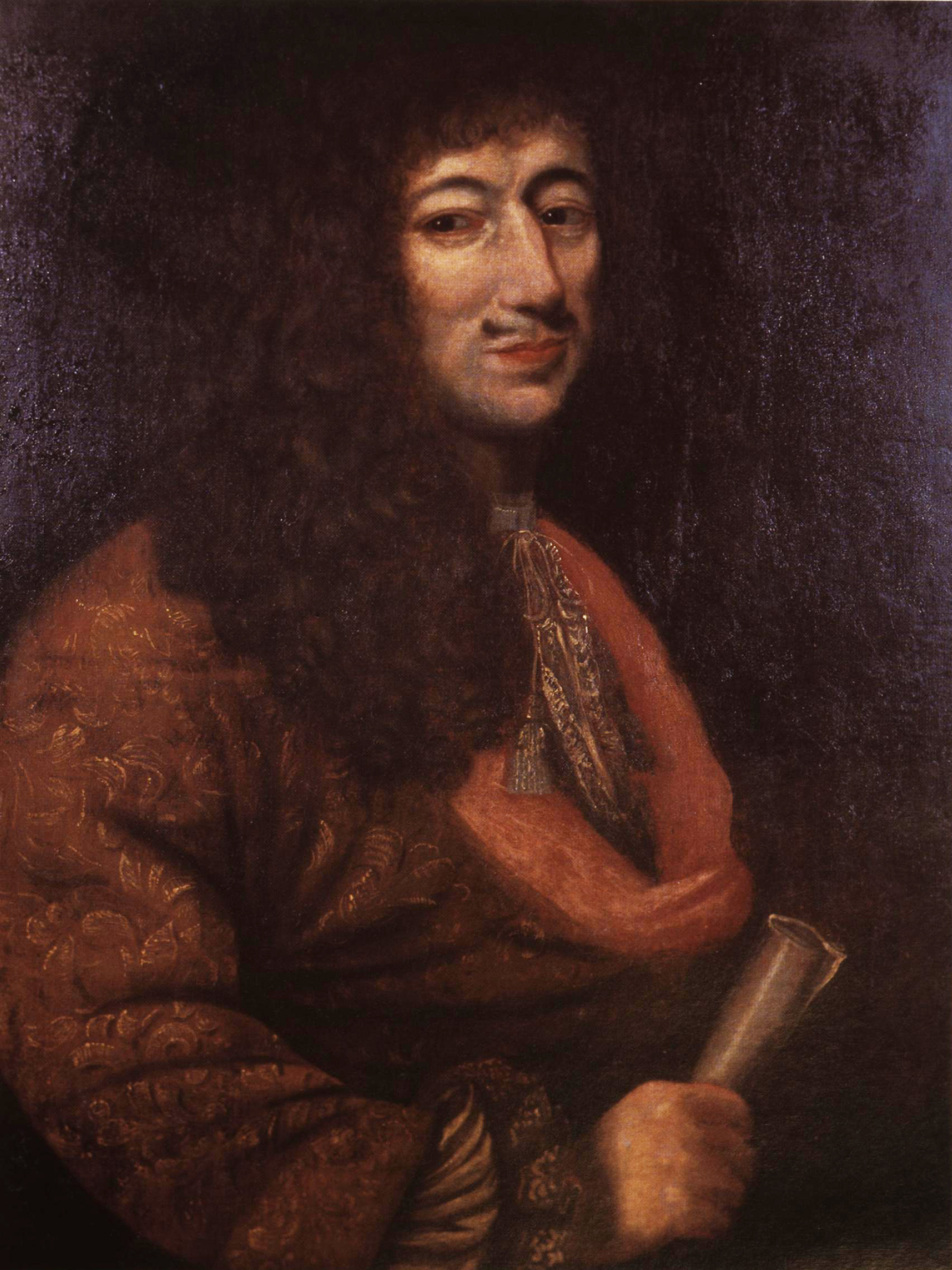
Portrait de Jean Talon, par Claude François dit Frère Luc (1671)

Dans la nuit du 4 au 5 août 1682, un vaste incendie détruit une cinquantaine de bâtiments. À la fin du XVIIe siècle, les habitants de Québec voient sortir de terre des édifices d’envergure comme la cathédrale, l’Hôtel-Dieu ou encore le Séminaire. On voit aussi s’ériger les premières fortifications de la ville. C’est aussi à cette époque que la première brasserie du Canada entre en service. La Brasserie du Roy est l’idée de Jean Talon, intendant, qui la met en chantier en 1668. Elle entre en opération trois ans plus tard, en 1670. Située au pied de la falaise près de l’Hôtel-Dieu et à proximité de la rivière Saint-Charles, elle n’est en activité que quelques années cessant le brassage en 1675. 
À la fin du Régime français, le territoire de l'actuelle ville de Québec forme un paysage de contrastes saisissants. Boisés, villages, champs en culture et pâturages entourent la ville. Celle-ci se démarque par son architecture monumentale, ses fortifications (uniques en Amérique du Nord), ses rues boueuses et insalubres, ses riches maisons de maçonnerie et ses bicoques des faubourgs Saint-Jean et Saint-Roch, les premiers à se développer lorsque le centre de Québec se densifie. Malgré son urbanité et son statut de capitale, Québec reste une petite ville coloniale liée étroitement à l'arrière-pays. En effet, les habitants de son hinterland viennent s'y procurer des marchandises de France et vendre leurs surplus agricoles ainsi que du bois de chauffage aux deux marchés de la ville.

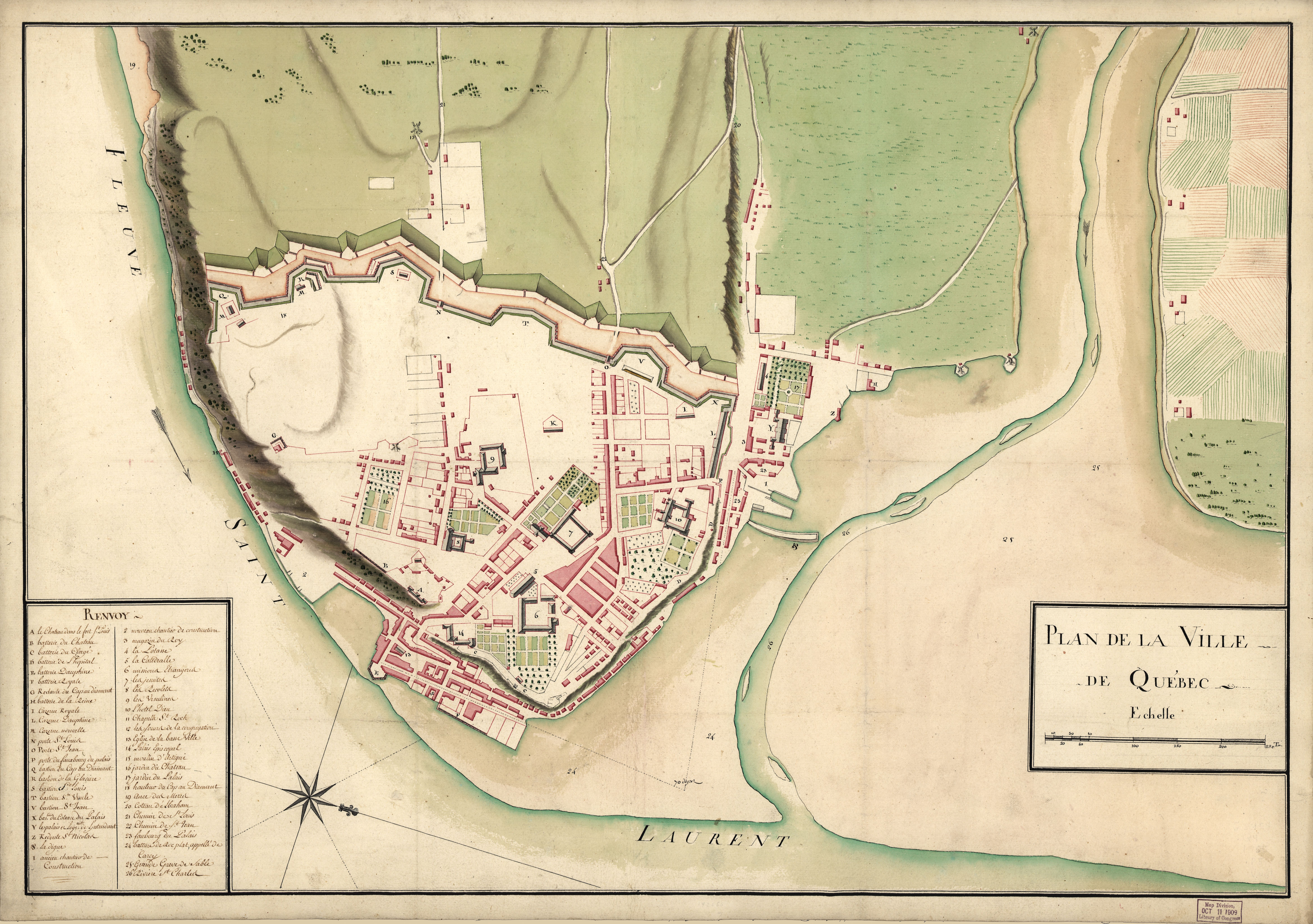
Plan de la ville de Québec, 1750

Même si le commerce des fourrures est présent à Québec, il ne prendra pas les mêmes proportions qu’à Montréal dont c’est l’activité économique principale. Ce qui sert Québec, c’est sa position géographique à proximité de deux voies navigables non négligeables que sont le fleuve Saint-Laurent et la rivière Saint-Charles. Cela permet à une économie portuaire de prendre racine et de fleurir.
Pour des usages domestiques et commerciaux, on pratique le commerce du bois. La construction navale jouera également un rôle de premier plan pendant plusieurs décennies et occupera des centaines d’ouvriers saisonniers. Entre 1720 et 1740, ce sont 200 navires qui sont construits en rade de Québec. Au cours des XVIIe et XVIIIe siècles, Québec demeure le centre financier et décisionnel de la Nouvelle-France.

## La guerre de la Conquête et la guerre de Sept Ans
Voir les articles principaux : la guerre de la Conquête et la guerre de Sept Ans.
La topographie de Québec lui confère une certaine défense naturelle. Il faut être en mesure d’escalader la pente escarpée du cap Diamant pour s’emparer de la haute-ville. Comme la ville est la porte d’entrée de la Nouvelle-France sur le continent nord-américain, celui qui prend Québec, prend la colonie.

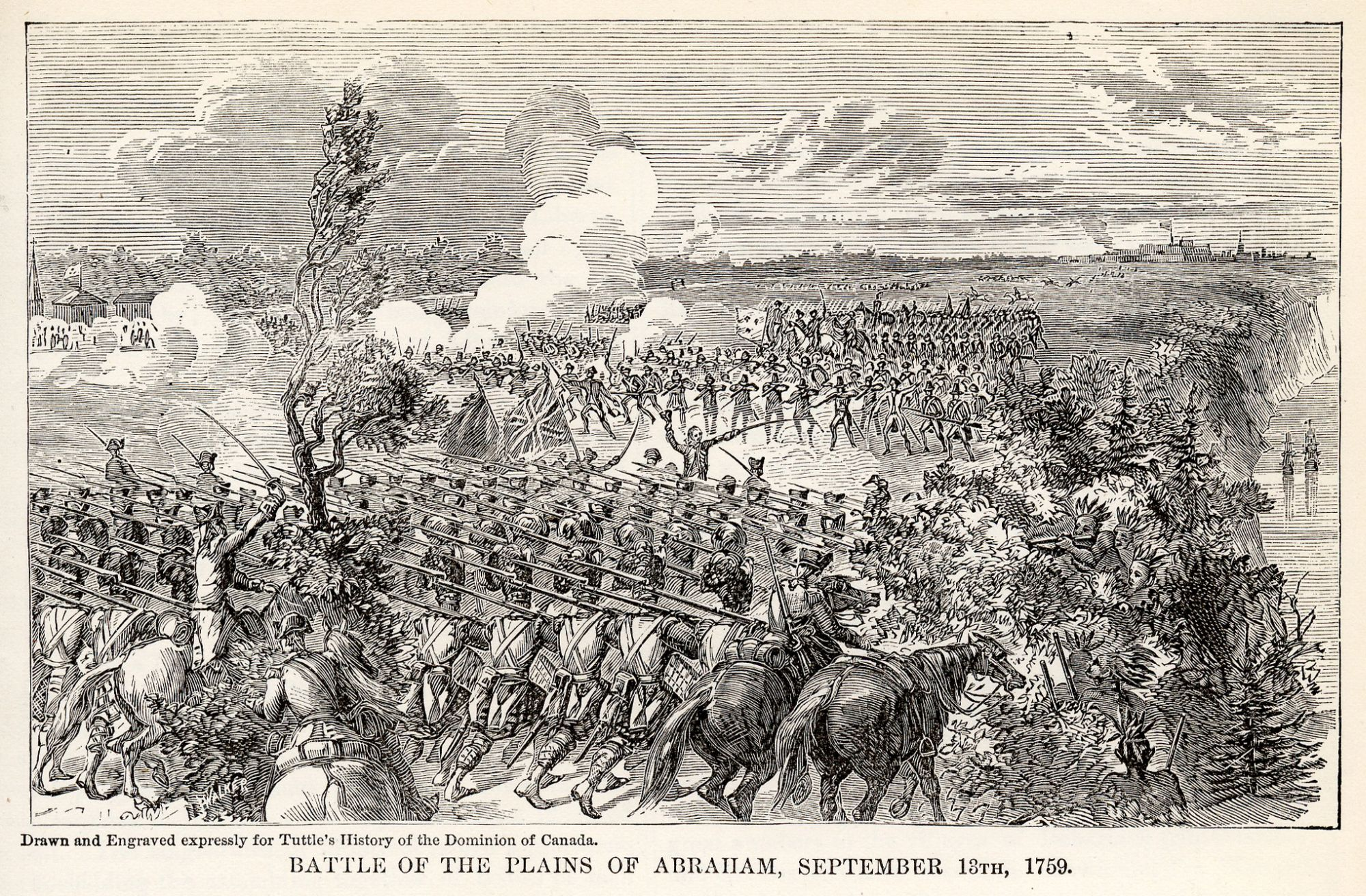
Bataille des plaines d'Abraham par John Henry Walker (1877-1879)

En juin 1759, une imposante flotte britannique, qui servait sous les ordres du général James Wolfe, au détriment de l'armée française dirigée par le général Louis-Joseph de Montcalm dans le cadre de la guerre de Sept Ans, jette l'ancre près de Québec. Tout le territoire est en état d'alerte. La côte de Beauport, où les Français attendent un débarquement, est fortifiée. Comme le marquis de Montcalm semble vouloir rester sur ses positions à cet endroit, le général Wolfe décide de bombarder la ville afin de briser le moral des troupes françaises.
Le soir du 12 juillet 1759, le bombardement commence de façon très intense et rend la vie difficile aux habitants de la ville.
À la suite d'une victoire française sur la rive droite de la Montmorency, le commandant des forces britanniques, James Wolfe, tente le tout pour le tout : le 13 septembre, ses troupes débarquent à l'Anse-au-Foulon. Elles escaladent la falaise, occupent les hauteurs des plaines d'Abraham et remportent une victoire décisive sur l'armée française. Le 17 septembre, la capitale de la Nouvelle-France capitule. Nicolas Roch de Ramezay remet Québec au général George Townshend qui a pris le relais à la suite du décès de Wolfe. Deux mois de bombardement ont laissé le centre-ville dévasté (près de 80 % de la ville est en ruine).

## Régime britannique et le XIXesiècle
En avril 1760, le maréchal de Lévis remporte la bataille de Sainte-Foy. Cependant, l'arrivée de renforts britanniques oblige l'armée française à se replier sur Montréal qui capitule à son tour, en septembre 1760. Trois ans plus tard, la plupart des possessions françaises d'Amérique du Nord sont cédées à la Grande-Bretagne. Le changement de régime n’affecte pas le rôle de Québec qui demeure une ville de garnison ainsi que le centre administratif de la colonie.

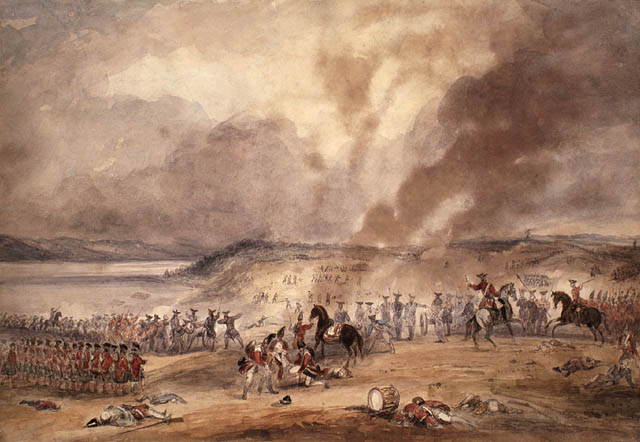
Bataille de Ste-Foy, le 28 avril 1760 par George B. Campion

La gouvernance britannique apporte avec elle des changements à Québec. C’est le cas, par exemple, du service des postes qui est mis en place. En effet, au cours du Régime français, la poste était livrée grâce à un système informel bien que la correspondance officielle fût davantage encadrée. Avec le Régime britannique, un système officiel est mis en place et le premier bureau de poste ouvre à Québec en 1763. Cela est notamment rendu possible en raison du développement du réseau routier sous la supervision du Grand Voyer, responsable de la voirie.
La diète des habitants sera aussi influencée par le pouvoir britannique. Si le pain de blé est l’aliment principal de l’alimentation au cours du Régime français, l’introduction de la pomme de terre change la donne. Différents alcools comme la bière, le porto et le sherry sont importés tout comme certains fromages typiquement britanniques comme ceux du Cheshire et de la région de Gloucester. La culture du café, lieu de sociabilité par excellence, prend sa place alors que Pierre Hévé ouvre le premier café de Québec, rue Saint-Pierre.

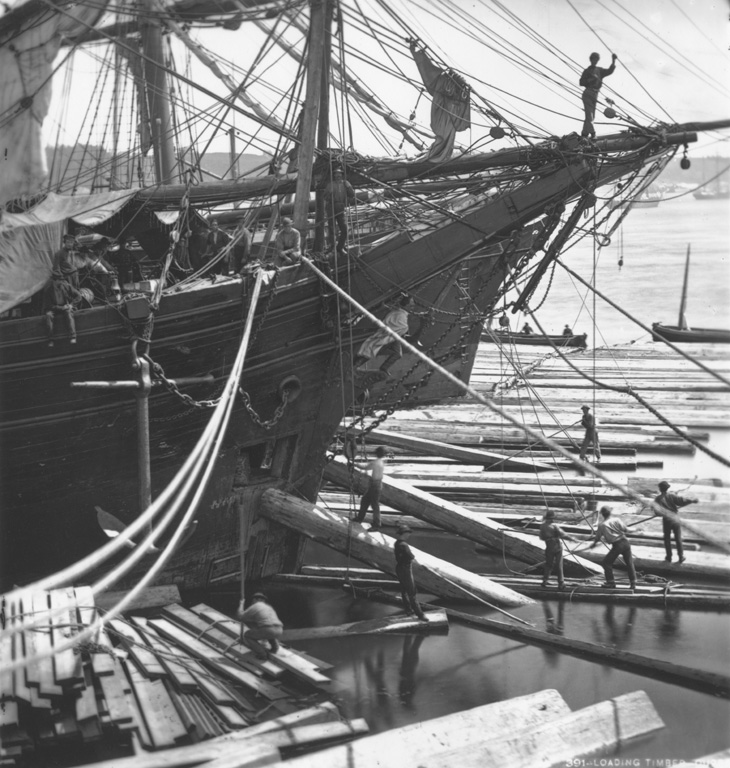
Loading ship with square timber through the bow port, Quebec City, QC, 1872

Néanmoins, certaines choses perdurent dans le temps, comme le commerce du bois et la construction navale. Entre 1608 et 1799, ce sont 5400 navires qui sont construits à Québec. Si le rythme varie dans le temps au gré des événements qui influencent l’économie, la moyenne s’établit à 31 bateaux par année. Au tournant du XIXe siècle, le nombre de quais passe de 11 en 1785 à plus de 20 en 1804. L’espace maritime empiète de plus en plus sur le résidentiel. La solution pour pallier ceci est d’aller vers le fleuve dont on comble artificiellement certaines parties du lit. De cette façon, on parvient à doubler la superficie portuaire. C’est d’ailleurs à Québec qu’est construit le Columbus en 1824. Navire de 3700 tonneaux, il est la plus grosse embarcation en bois au monde à l’époque. En 1833, un autre événement maritime d’importance se déroule à Québec, le voyage du premier transatlantique à vapeur, le Royal William. Bien que les turbines soient montréalaises, la construction se fait à Québec par Black et Campbell. Le bateau quitte Pictou (Nouvelle-Écosse) le 18 août 1833 et la traversée jusqu’à Gravesend (Angleterre) prendra 25 jours.

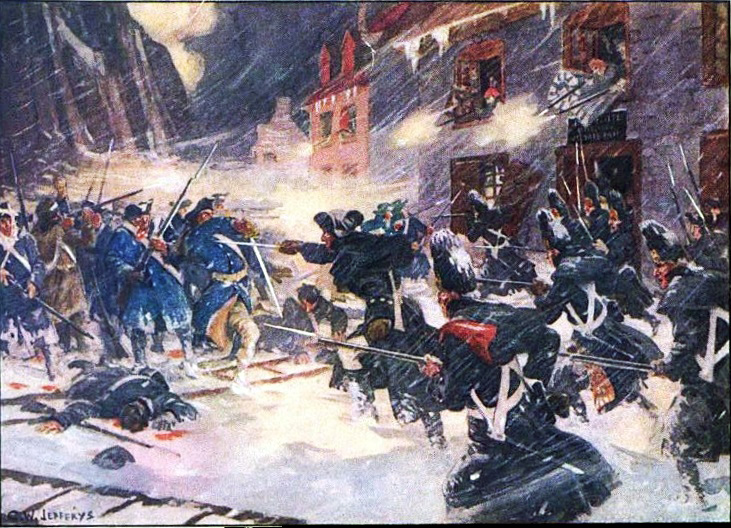
Bataille de Québec de 1775

Québec, même sous l’empire britannique, ne perd rien comme place forte de l’Amérique du Nord et elle est convoitée par plusieurs. Pendant la guerre d'Indépendance des États-Unis, la garnison britannique de la ville de Québec fut attaquée par les troupes américaines, les «Bastonnais» (nom donné aux rebelles américains). C'est dans la nuit du 30 au 31 décembre 1775 que les généraux Richard Montgomery et Benedict Arnold tentèrent un assaut contre la basse-ville qui s'avère infructueux lors de la bataille de Québec. Guy Carleton et les quelque 1800 soldats britanniques et miliciens mettent les envahisseurs en déroute. Montgomery y laissera sa vie. Les Américains devront rapidement évacuer le territoire en juin 1776. Le Canada restera alors dans le giron impérial. La guerre d’Indépendance aura comme conséquence la montée des loyalistes, des citoyens fidèles à la couronne britannique, vers le Canada.
Le Major General Isaac Brock fortifia la ville en renforçant ses murs et en élevant une batterie d'artillerie juste avant la Guerre de 1812. Au cours des premières décennies du XIXe siècle, la haute-ville est transformée en véritable centre militaire alors que les soldats campent dans l’ancien collège des Jésuites. Les fortifications seront bonifiées à la suite de la Guerre de 1812 et la citadelle de Québec sera construite entre 1820 et 1831. La nouvelle structure a comme rôle la protection du port, de freiner l’installation ennemie sur les hauteurs des plaines d’Abraham et, enfin, de servir de point de repli ultime en cas d’attaque.

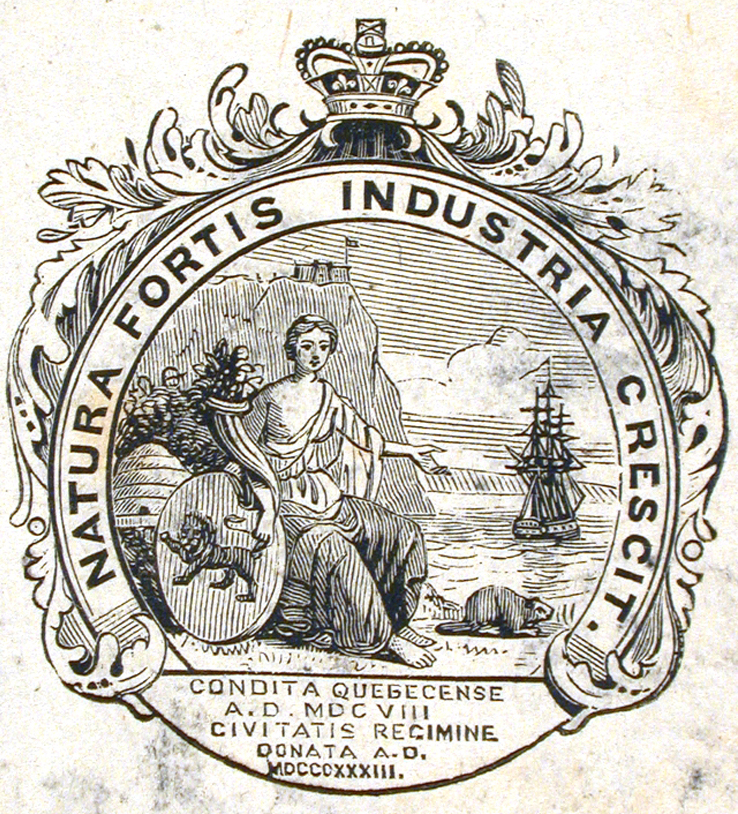
Sceau de Québec 1850-1885

En 1832, l'Acte pour incorporer la Cité de Québec permet l'instauration d'un gouvernement municipal et l'apparition de la fonction de maire de Québec. Le premier maire de Québec est Elzéar Bédard et ne restera pas en poste une année n’étant à la mairie que du 1er mai 1833 au 31 mars 1834. Au cours du siècle, la corporation municipale sera occupée à divers travaux, mais la mise en place d’un aqueduc et d’un réseau d’égouts est sans doute ce qui l’accapare le plus au cours des années 1890 principalement en raison de l’impact financier qu’ont ces travaux.
En 1840, l’Acte d’Union est promulgué. Il a comme conséquence la réunion du Haut et du Bas-Canada et de créer le Canada-Uni. Il fait suite aux Rébellions patriotes de 1837-1838. La capitale de la nouvelle entité devient Kingston. Lorsque celle-ci ne convient plus, la capitale déménage à Montréal jusqu’à l’incendie du parlement en 1849. Par la suite, Québec et Toronto sont visitées en alternance par les parlementaires. En 1857, La reine Victoria tranche finalement en faveur d’Ottawa qui devient la capitale canadienne. La ville de Québec fut donc, pendant un temps, la capitale du Canada avant son transfert définitif vers Ottawa.
Au cours des années 1860, on tient dans la ville, à la suite de la conférence de Charlottetown (1864), la conférence de Québec (1864) qui porte sur la confédération canadienne. Après l’adoption de l’Acte de l’Amérique du Nord britannique, la loi constitutionnelle qui crée la Confédération canadienne, Québec devient la capitale provinciale. Quelques années plus tard, en 1871, la garnison quitte officiellement la ville. L’exode des parlementaires fait aussi mal à Québec qui voit sa population diminuer.

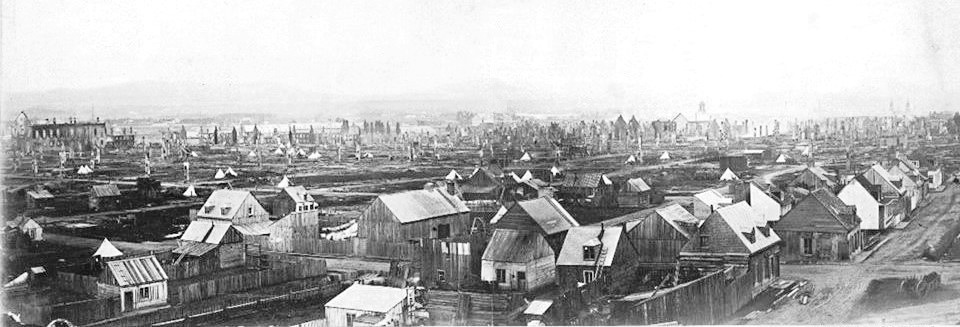
Vue générale de l'incendie du 14 octobre 1866, Québec (vue depuis la côte Sauvageau)

Au cours du XIXe siècle, de nombreux incendies majeurs secoueront la ville, dont les incendies de l'été 1845 et le Grand incendie de Québec (14 octobre 1866). En 1845, une trentaine de rues ne sont que décombres. Pas moins de 3000 maisons sont détruites jetant à la rue des milliers de personnes. À cette époque, il s’agit du pire sinistre en Amérique du Nord.
La ville de Québec demeure, depuis sa fondation, un centre culturel et académique pour la colonie puis pour la nouvelle province de Québec. Cette réputation ne se dément pas alors que l’Université Laval, la première université francophone, est inaugurée par charte royale le 8 décembre 1852. Le projet d’université prend néanmoins racine dans le Séminaire de Québec fondé en 1663 par monseigneur François de Montmorency-Laval. C’est pourquoi on rend hommage au tout premier évêque de la Nouvelle-France lorsque vient le temps de nommer l’université.
Québec est éclairée au gaz à partir du 1er novembre 1879. La première démonstration d’électricité a lieu à Montréal quelques mois plus tôt, en mai. Rapidement, l’électricité va concurrencer le gaz et finir par prendre le dessus. En 1884, une première centrale voit le jour. Il s’agit de la centrale thermique d’Auteuil. Elle était située dans le secteur du lieu historique des fortifications de Québec. Ce n’est que l’année suivante, en 1885, qu’une première centrale hydroélectrique est mise en service au Québec : la centrale du Sault-Montmorency. Propriété de la Compagnie d’éclairage électrique de Québec et Lévis, elle permet l’illumination de la terrasse Dufferin à Québec à 20 heures, le 29 septembre 1885.
Avec l’immigration britannique, le visage de Québec change. Entre 1795 et 1818, la population double. Cela est principalement lié à la forte immigration irlandaise ainsi qu’à la venue de protestants qui choisissent de traverser l’Atlantique en direction de la nouvelle colonie. L’élite britannique qui élie demeure à Québec le fait dans la haute-ville, écartant graduellement les ouvriers qui se replient sur les franges, dans les faubourgs. En 1795, la haute-ville compte pour 40 % de la population de la ville. À l’aube des années 1820, la proportion chute à 26 %. En fait, au cours de la même période, la haute et la basse-ville ne comptent plus, ensemble, que pour 46 % de la population totale de Québec. La population se déplace en périphérie, principalement dans le faubourg Saint-Jean, et dans une moindre mesure, le faubourg Saint-Roch. En 1861, c’est 60 % des habitants de Québec qui habitent les faubourgs.

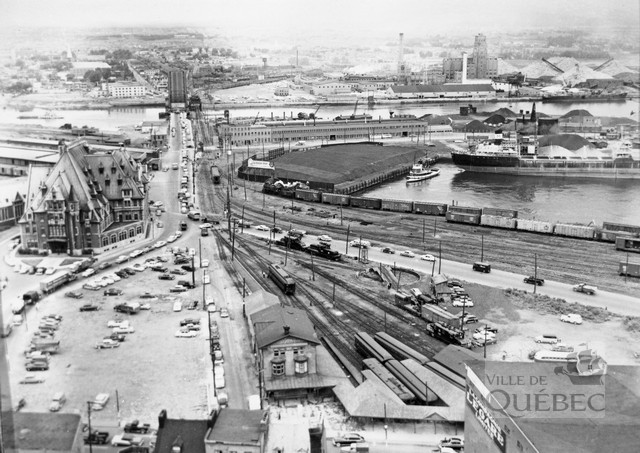
Gare du Quebec Montmorency & Charlevoix Railway en 1956

Des changements économiques s’amorcent dans les dernières décennies du XIXe siècle. Le commerce du bois est de moins en moins actif. Cela étant principalement dû à une demande accrue en bois fini et non en billes de bois. Les avancées technologiques viennent aussi, graduellement, remettre en question la place de Québec comme centre naval. La construction d’un chenal près de Montréal permet aux navires de naviguer jusqu’à la métropole sans s’arrêter à Québec. Ce transfert d’activités vers Montréal aura comme impact l’exode de la population ouvrière, surtout irlandaise. Enfin, il s’écoule plusieurs années avant que Québec ne soit reliée par voie ferrée alors qu’on lui préfère Lévis. Tout cela, combiné au départ des parlementaires fait en sorte que le visage de Québec redevient majoritairement francophone.
Au milieu du XIXe siècle, Québec est la demeure de près de 46 000 personnes. Ce nombre n’augmente que très lentement. En 1871, la population n’est que de 59 699 personnes. Ces individus continuent de faire grossir les faubourgs. Ce ne sont plus que 22 % des gens qui habitent les anciens quartiers de la haute et de la basse-ville. Au fur et à mesure que le siècle, Québec perd du terrain au profit de Montréal qui s’affirme de plus en plus comme la métropole économique du Canada. Montréal conservera ce titre jusqu’au milieu du siècle suivant alors qu’elle est elle-même déclassée par Toronto.

## XXesiècle
Au XXe siècle, Québec change. Pendant les premières décennies du siècle, la population augmente passant de 68 840 au début des années 1900 à 130 594 dans les années 1930. Cet accroissement est, entre autres, dû à un renouveau économique. Graduellement, Québec transite vers une économie de services. En devenant la capitale provinciale et alors que l’appareil administratif se développe et se professionnalise, de nouveaux parlementaires s’installent à Québec. Le nombre accru d’étudiants qui fréquentent l’université et les employés gouvernementaux ont besoin de services de proximité. Il faut répondre à la demande. La ville fait aussi sa marque dans de nouvelles industries, notamment celle de la chaussure, du corset et du tabac. Enfin, le milieu touristique se développe considérablement au cours du siècle alors qu’on table sur l’histoire de la ville, son architecture et son patrimoine pour attirer les étrangers.

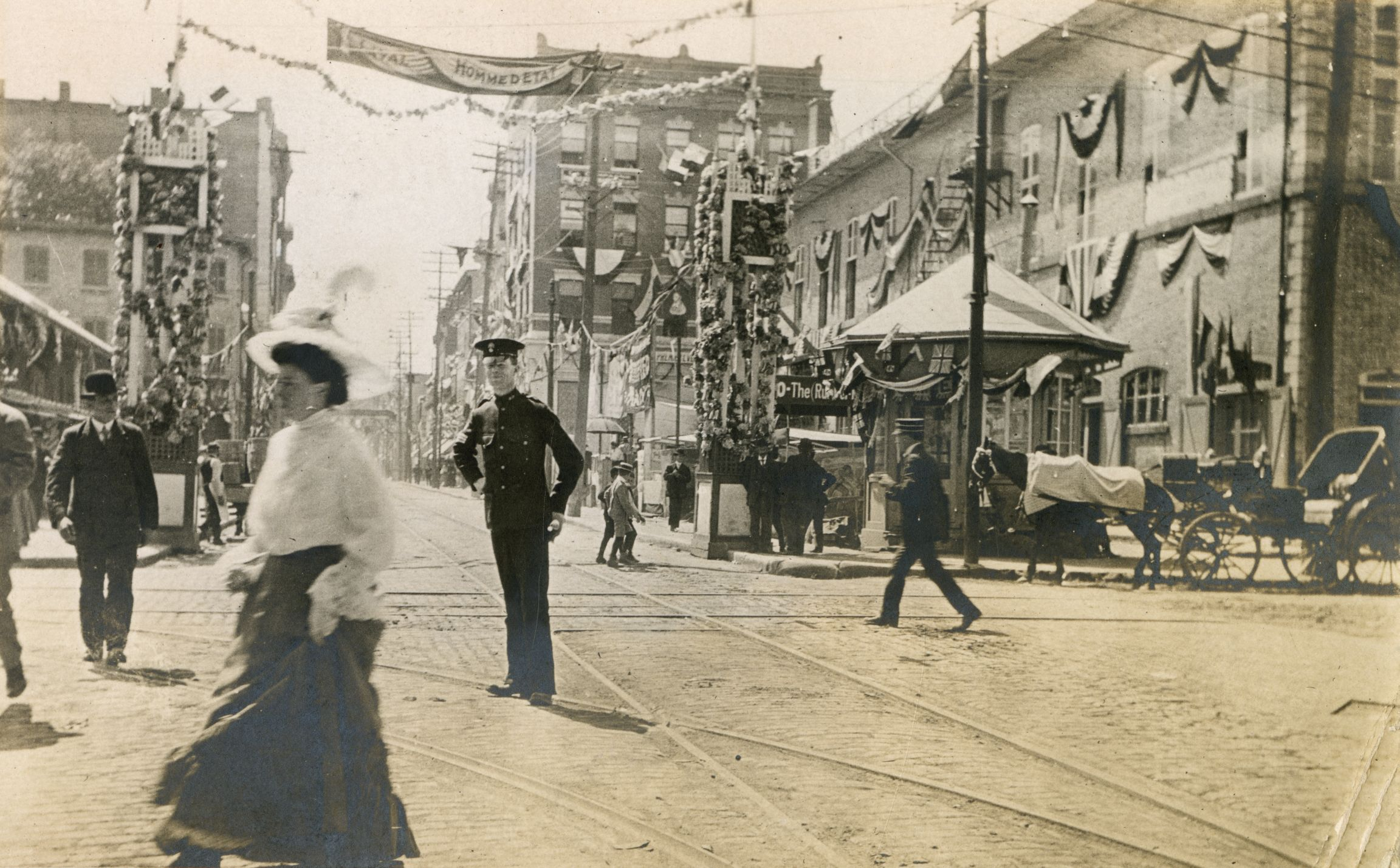
Rue décorée pour le tricentenaire de Québec en 1908

En 1908, Québec célèbre son tricentenaire. Pour l’occasion, on organise de nombreuses activités pendant cette commémoration qui se termine par un défilé d’envergure à saveur historique qui se tient sur les plaines d’Abraham. La dualité et les tensions linguistiques sont bien présentes entre les francophones et les anglophones du comité organisateur. Ce dernier propose un amalgame d’événements qui présentent la fondation de Québec comme la naissance du Canada, insérant, du même coup, un caractère impérialiste à la commémoration. Ce 300e anniversaire est célébré dans le contexte, plus large, de la création du parc des Champs-de-Bataille.

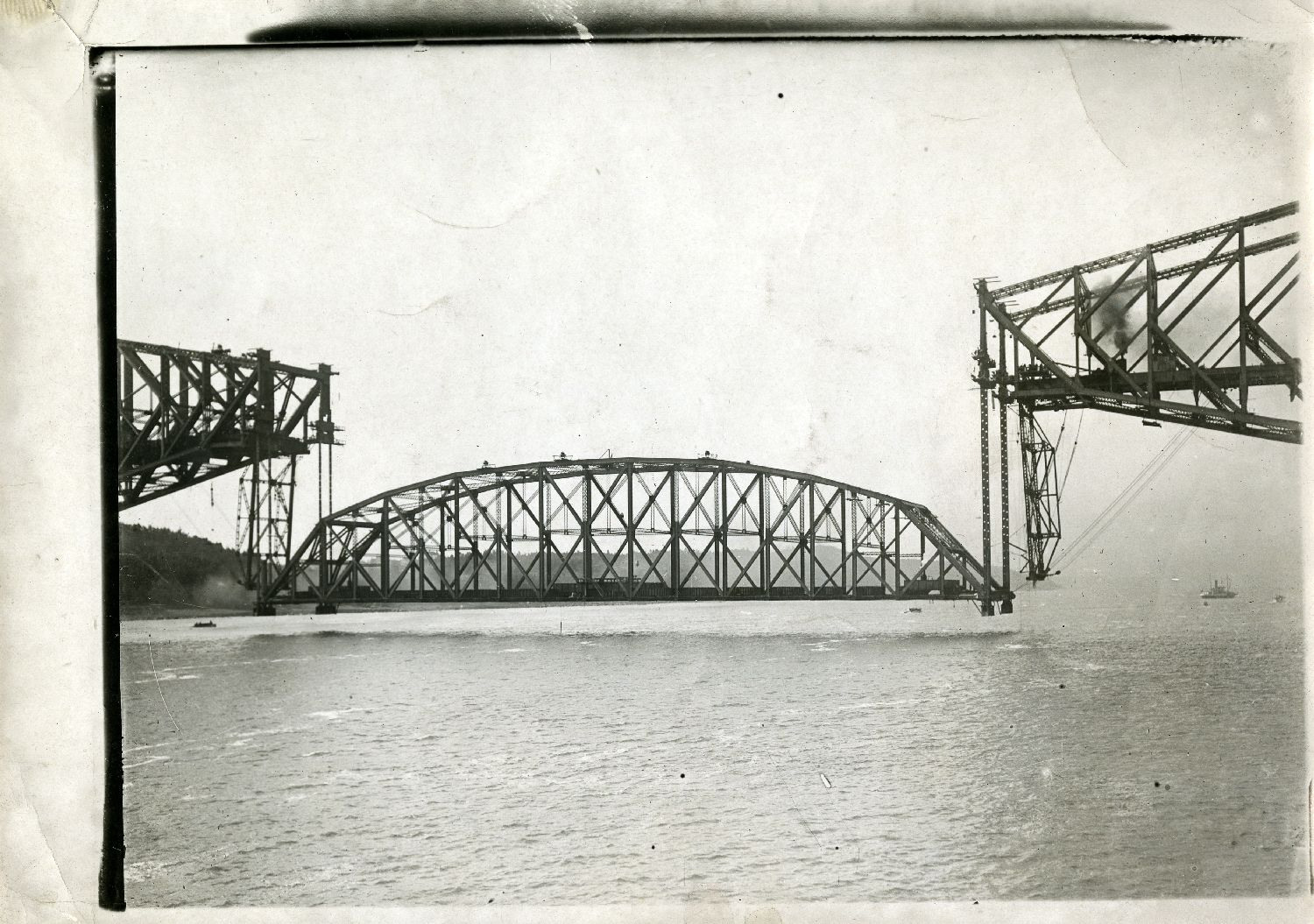
Pont de Québec en construction

En 1917, la construction du pont de Québec, reliant Québec, sur la rive nord du fleuve Saint-Laurent à sa rive sud, est achevée. L’érection de cette structure marque l’imaginaire. Il s'agit du plus long pont à structure en porte-à-faux au monde. Lors de la construction, deux effondrements de la travée centrale du pont, en 1907 et 1916, coûteront la vie à plus de 80 ouvriers.

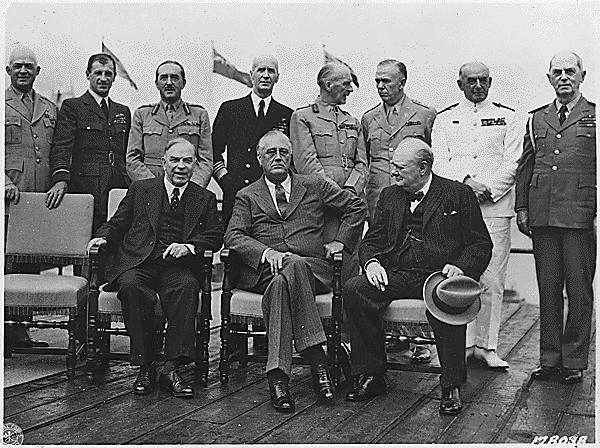
Conférence de Québec (1943)

Au printemps 1918, des manifestations contre la conscription dégénèrent en plusieurs journées d'émeutes. Envoyée en renfort, l'armée tire sur la foule et fait quatre morts. L'émeute de 1918 reste la plus violente de celles qu'a connues la ville de Québec (voir Québec, Printemps 1918). Lors de la Seconde Guerre mondiale, deux conférences interalliées furent tenues à Québec. La première rassembla en 1943 Franklin Delano Roosevelt, président des États-Unis⁣ ; Winston Churchill, premier ministre britannique; William Lyon Mackenzie King, premier ministre du Canada et T.V. Soong, ministre des affaires étrangères de la Chine. La seconde fut tenue en 1944⁣ ; Churchill et Roosevelt y participèrent. Elles furent tenues à la Citadelle de Québec et au Château Frontenac, tout près.
Au fil du siècle, le réseau autoroutier prend de l’expansion. Cela aura comme conséquence le développement accru de la banlieue en périphérie de Québec. C’est ainsi que Sainte-Foy, Charlesbourg et Beauport prennent de l’ampleur dans la dynamique régionale. Le pont Pierre-Laporte est, quant à lui, un nouveau lien de traverse qui s’avère nécessaire avec le transit automobile de plus en plus important.
Les 1er et 2 mai 1979, c'est à Québec que fut créée l'Association internationale des maires francophones (AIMF) par l'ancien maire de Québec, Jean Pelletier et celui de Paris. Un organisme de gestion régionale voit le jour en 1970, la Communauté urbaine de Québec. Elle sera remplacée, en 2002, par la Communauté métropolitaine de Québec.
En 1984, furent tenues des festivités pour célébrer le 450e anniversaire de la venue de Jacques Cartier au Canada. C'est à cette occasion que le Vieux-Port fut restauré. D’ailleurs, pendant cette commémoration, on tient une course transatlantique entre Québec et Saint-Malo, qui rappelle le trajet effectué par l'explorateur.
C'est en 1984, à Québec que fut créée l'organisation Opération Nez rouge par Jean-Marie De Koninck. Opération Nez-Rouge est aujourd'hui connue à travers le Québec; sa formule a été reprise à travers le Canada, notamment en Colombie-Britannique et en Ontario, et dans certains pays européens.

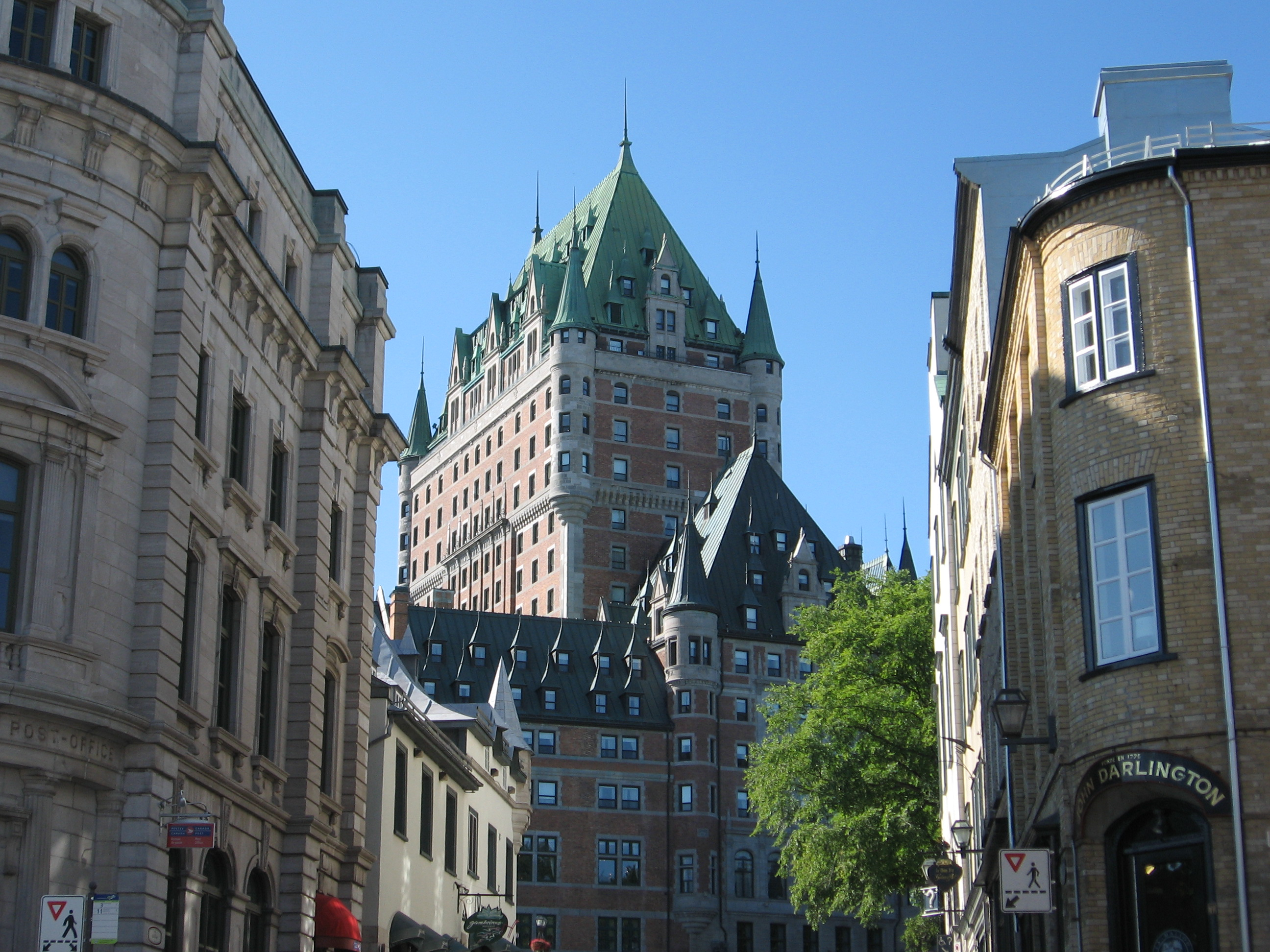
L'arrondissement historique du Vieux-Québec est classé patrimoine mondial par l'UNESCO en 1985, et inclut le Château Frontenac.

L'arrondissement historique du Vieux-Québec est classé au patrimoine mondial de l’UNESCO en 1985. Québec demeure la seule ville en Amérique du Nord à avoir conservé ses remparts, qui regroupent les nombreux bastions, portes et ouvrages défensifs ceinturant toujours le Vieux-Québec. La haute-ville, située au sommet de la falaise, centre religieux et administratif, avec ses églises, ses couvents et autres monuments comme la redoute Dauphine, la Citadelle et le Château Frontenac, et la basse-ville, avec ses quartiers anciens, forment un ensemble urbain qui est un des meilleurs exemples de ville coloniale fortifiée. En 1970, c’est au tour de l’île d’Orléans d’être désignée comme arrondissement historique.
Les deux dernières décennies du XXe siècle sont le théâtre de nombreux événement à caractère international. À l'été 1985, Charlesbourg fut l'hôte des Jeux du Québec. En septembre 1987, c'est à Québec qu'a eu lieu la deuxième conférence du sommet de la Francophonie. En 1995, c'est à Québec que fut fêté le 50e anniversaire de l'Organisation des Nations unies pour l'alimentation et l'agriculture (FAO) puisque l'organisation a été fondée sur place en 1945. La place FAO dans la basse-ville de Québec célèbre son cinquantenaire près de la Place Royale. En 1996 fut le tour de l'Organisation des Nations unies pour l'éducation, la science et la culture (UNESCO). En 1999, a eu lieu la Conférence des parlementaires des Amériques.

## XXIesiècle
En avril 2001, la ville de Québec fut l'hôte du sommet des Amériques pour discuter de l'accord de libre-échange des Amériques (ZLEA). La conférence fut marquée par des affrontements importants entre les forces policières et des groupes antimondialisation ainsi que par la décision de murer une partie de la ville autour des lieux de la conférence pour des raisons de sécurité.

Depuis le 1er janvier 2002, à la suite d'une fusion municipale, la «nouvelle Ville de Québec» regroupe 11 anciennes municipalités, soit Sainte-Foy, Beauport, Charlesbourg, Sillery, Loretteville, Val-Bélair, Cap-Rouge, Saint-Émile, Vanier, Lac-Saint-Charles et l'ancienne ville de Québec.

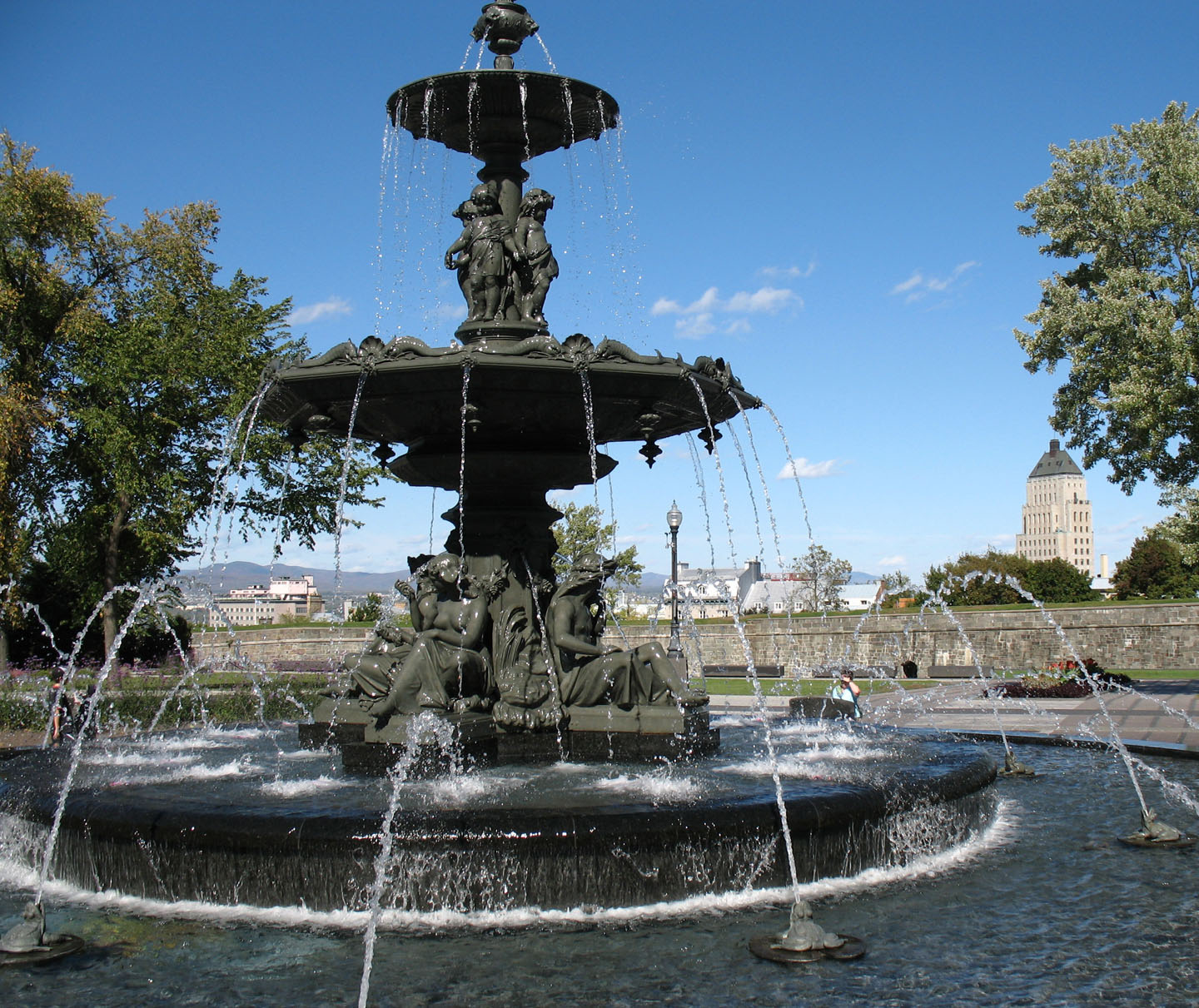
La ville de Québec fête son anniversaire en 2008. La Fontaine de Tourny est un des legs de cet événement présente devant l'Assemblée-Nationale du Québec

En 2005, la Capitale-Nationale a été hôte du deuxième événement sportif international en importance au monde après les Jeux olympiques pour ce qui est du nombre de participants, soit les Jeux mondiaux des policiers et pompiers, qui furent un succès sur toute la ligne, surtout sur le plan de la participation (11 000 athlètes et 14 000 accompagnateurs, soit 25 000 personnes au total). En 2006, Québec fut l'hôte des Mondiaux Juniors Alpins Québec 2006.
Le 31 mars 2006, alors qu'il s'apprêtait à fêter son 75e anniversaire d'existence, le plus vieux zoo du Canada, le jardin zoologique du Québec, ferme ses portes par décret gouvernemental. En 2008, on célèbre le 400e anniversaire de Québec. Au cours de cette commémoration, on en profite pour revamper les rives de Québec, notamment avec la promenade Samuel-de-Champlain dont le toponyme honore le fondateur de la ville.